# 短尾织雀
短尾织雀（学名：Brachycope anomala）是织布鸟科短尾织雀属的唯一物种。分布于非洲中南部地区，包括阿拉伯半岛的南部、撒哈拉沙漠（北回归线）以南的整个非洲大陆。